# Amblygonocarpus andongensis
Amblygonocarpus andongensis är en ärtväxtart som först beskrevs av Daniel Oliver, och fick sitt nu gällande namn av Arthur Wallis Exell och Antonio Rocha da Torre. Amblygonocarpus andongensis ingår i släktet Amblygonocarpus och familjen ärtväxter. Inga underarter finns listade i Catalogue of Life.